# Estación Ashikaga

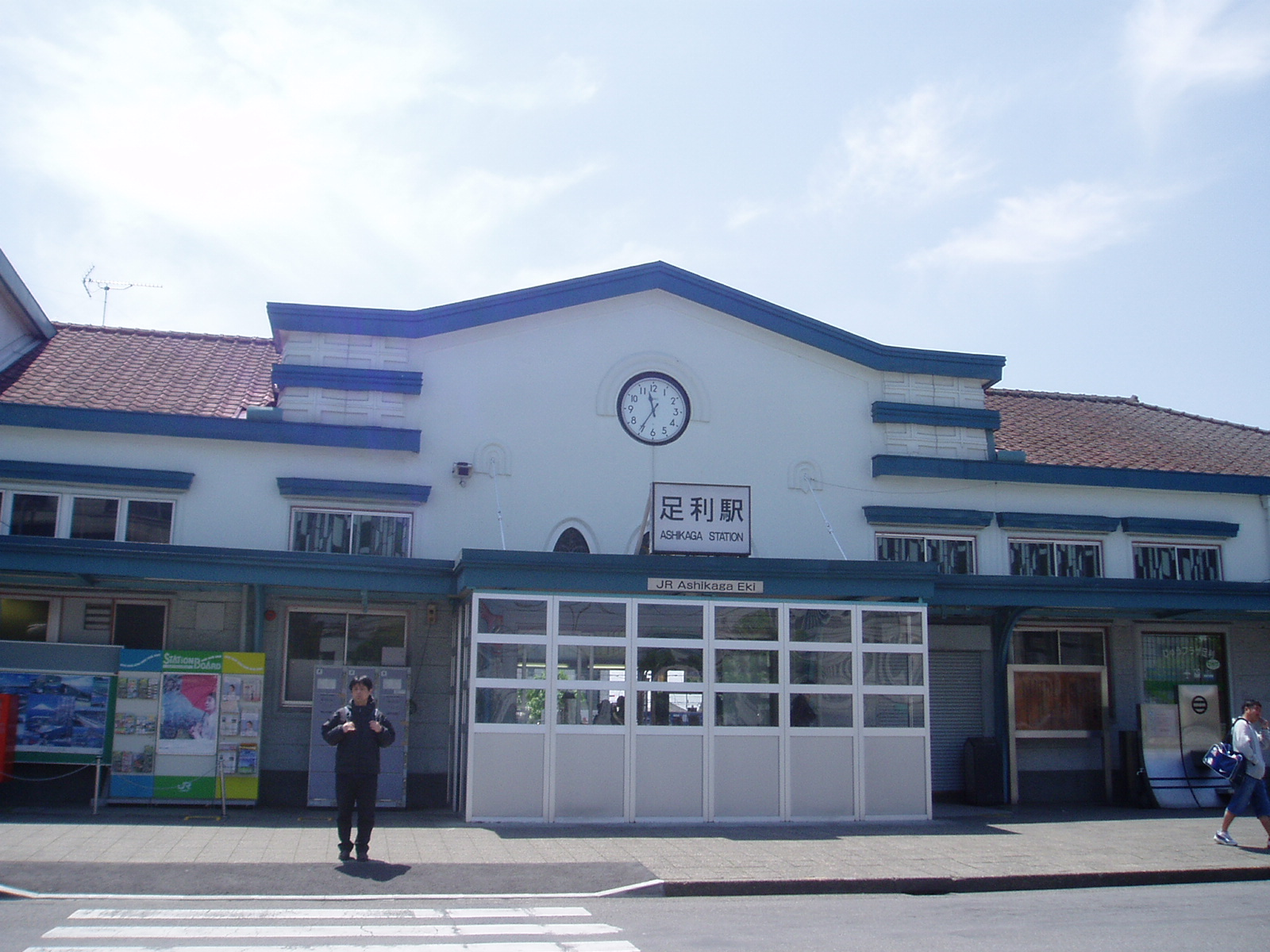
La estación de Ashikaga.

La Estación Ashikaga (足利駅 -eki) es una estación de la línea de Ryōmō de
Japan Railways en Ashikaga, Japón.
Esta estación queda 15 minutos caminando de la Estación Ashikagashi de la línea de Tobu Isesaki.

## Líneas
- Ryōmō (両毛線)

## Historia
La estación fue inaugurada en 22 de mayo de 1888.

## Estaciones adyacentes
| Estación Ashikaga Flower Park(あしかがフラワーパーク) | Línea Ryōmō | Estación Yamamae(山前) |

## Autobuses

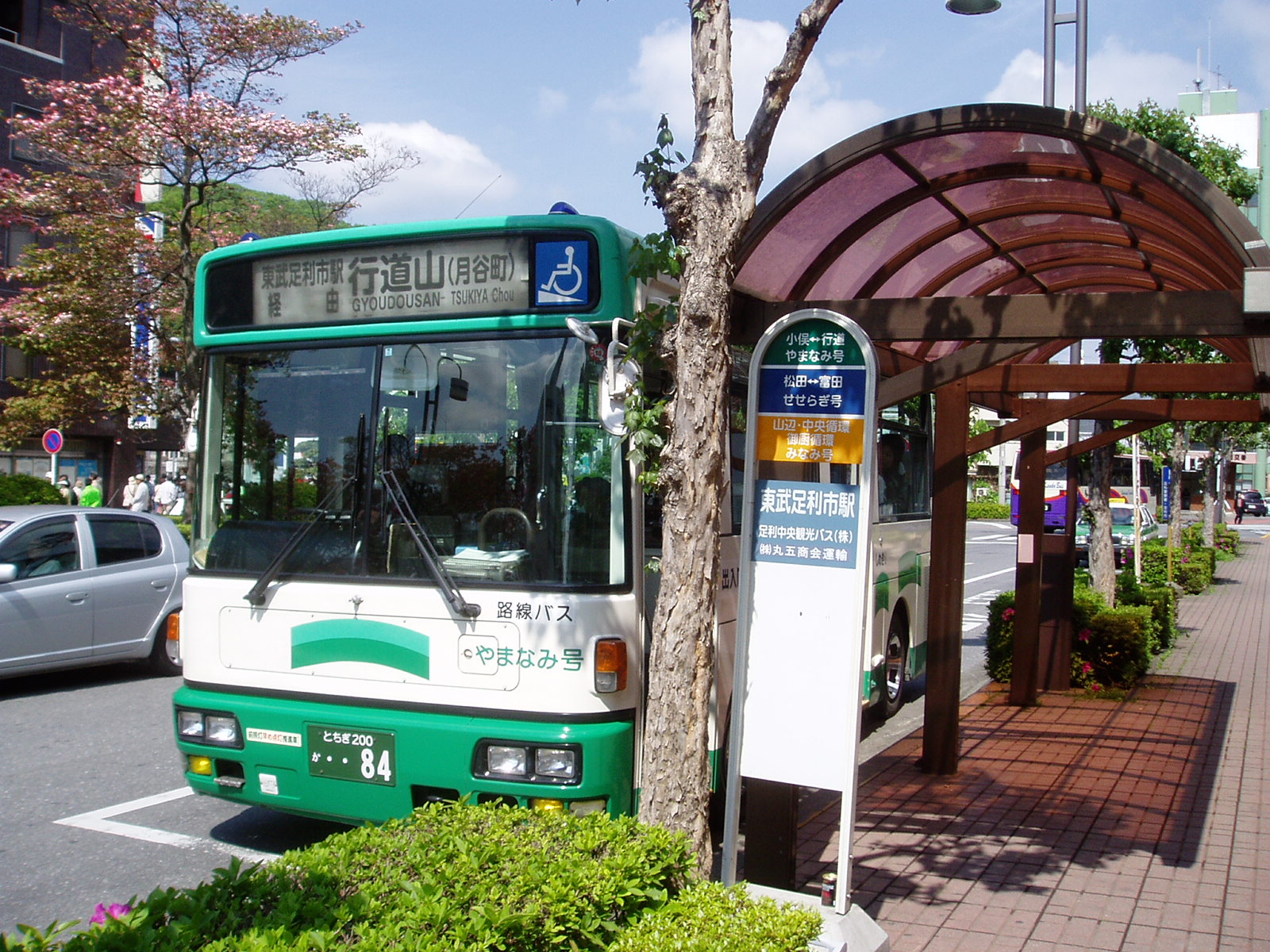
Ashikaga city bus.

autobuses urbanos 
- Ashikaga city bus

■Línea10/Destino:Omata-kitamachi
■Línea11/Destino:Gyoudousan
■Línea20/Destino:Matsudacyo
■Línea21/Destino:Okazakiyama
■Línea51&52/Circular:Yamabe&centro